# Lord Mayor of Cork

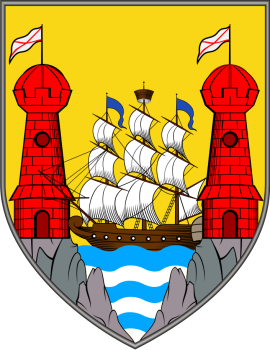
Wappen von Cork

Der Lord Mayor of Cork (irisch Ard-Mhéara Chathair Chorcaí) ist der Ehrentitel des Ratsvorsitzenden (irisch Cathaoirleach) des Cork City Council (früher: Cork Corporation). Der Council repräsentiert die Stadtverwaltung mit der Vertretung (vergleichbar zum Stadtrat) der City von Cork in Irland. Der Amtsinhaber wird jährlich durch die Ratsmitglieder gewählt. Zuletzt war dies Fergal Dennehy (2025/2026).

## Geschichte
Für 1199 ist urkundlich ein Provost of Cork nachgewiesen, der als Erster des Stadtmagistrats fungierte.
Auch wenn schon unter der Herrschaft von Edward I. der Titel des Mayor of Cork ab 1273 verwendet wurde, so wurde er erstmals urkundlich nach einem Dekret Eduards II.  1318 verliehen. Zum Lord Mayor wurde der Titel auf Veranlassung von Königin Victoria am 9. Juli 1900 geändert.
Mit der Amtseinführung wird zeremoniell das Throwing the Dart durchgeführt. Der neugewählte Lord Mayor wirft dabei einen Pfeil („Dart“) in den Cork Harbour, um die Herrschaft oder Kontrolle der Stadt über den Hafen zu demonstrieren. Über dieses Ritual wurde 1759 erstmals berichtet, ist aber womöglich älter.

## Wahl
Der Lord Mayor wird jährlich von den Ratsmitgliedern des Cork City Council aus ihrer Mitte gewählt. Von 1979 bis 2014, rotierte das Amt zwischen der Fianna Fáil, der Fine Gael und Labour aufgrund einer jährlich erneuerten Absprache zwischen den drei Parteien. Das rief erheblichen Widerspruch in der Öffentlichkeit hervor.
Nach 2014 wurde eine neue Rotationsabsprache getroffen, der sich jedoch Solidarity und die Workers’ Party nicht anschlossen.

## Aufgaben
Dem Amt kommen vor allem die Aufgaben der Sitzungsleitung und die Vertretung nach außen zu.

## besondere Amtsinhaber
- John Despencer (1199), erster Provost of Cork
- Richard Wine (1273), erster Mayor of Cork
- John Hodder (1656), erster Mayor nach der Wiederherstellung des Amts durch den the Act of Settlement durch Charles II.
- Richard Covert (1662), erster hugenottischer Mayor of Cork
- Sir Daniel Hegarty (1900), erster Lord Mayor of Cork
- Edward Fitzgerald, 1. Baronet (1901–1904), Lord Mayord während der Weltausstellung in Cork
- Tomás Mac Curtain (1920), erster Lord Mayor der Sinn Féin
- Terence MacSwiney (1920), starb während eines Hungerstreiks im Brixton Prison
- Seán French (1924), Teachta Dála (Parlamentsabgeordneter) und längster amtierender Lord Mayor
- Jane Dowdall (1959), erste Frau als Lord Mayor of Cork
- Gerald Goldberg (1977), erster Jude als Lord Mayor of Cork